# Badister submarinus
Badister submarinus är en skalbaggsart som beskrevs av Victor Ivanovitsch Motschulsky. Badister submarinus ingår i släktet Badister och familjen jordlöpare. Inga underarter finns listade i Catalogue of Life.